# Belzgasse 6/8 (Braunfels)

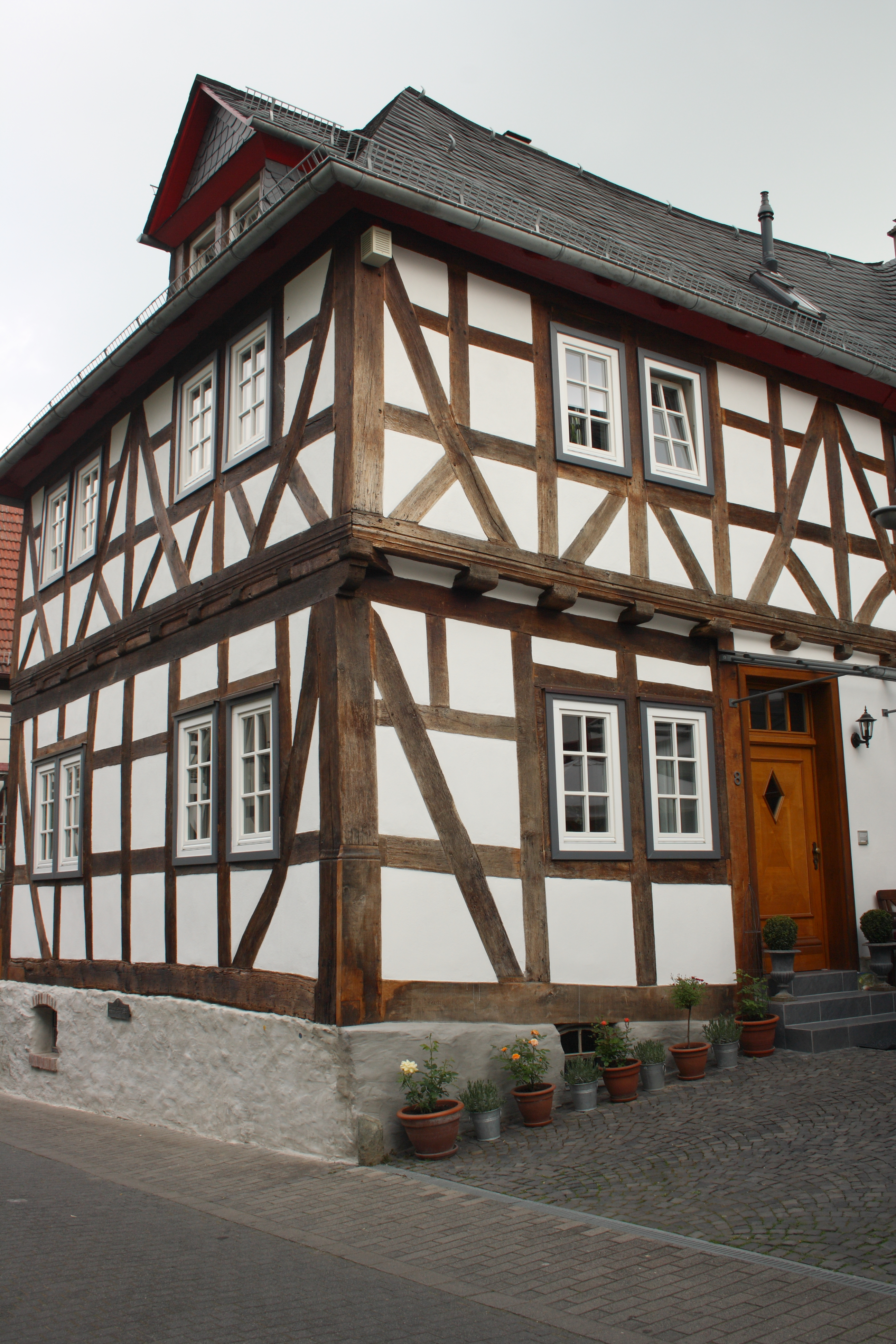
Belzgasse 6/8 in Braunfels

Das Gebäude Belzgasse 6/8 in Braunfels, einer Stadt im Lahn-Dill-Kreis in Mittelhessen, wurde Ende des 17. Jahrhunderts errichtet. Das Haus ist ein geschütztes Baudenkmal.

## Beschreibung
Das Fachwerkhaus besteht aus einem rückwärtigen, traufständigen Teil, der auf der Wehrmauer des Tales errichtet wurde, und einem straßenseitigen Gebäudeteil mit Walmdach. Das Fachwerk wurde in den letzten Jahren freigelegt, es zeigt keine besonderen Schmuckformen. Das Baudatum ist im Inneren inschriftlich belegt. Vom 17. bis zum frühen 19. Jahrhundert wurde das Gebäude als Schule genutzt.